# Ferdinand Adam von Pernau
Ferdinand Adam von Pernau   (Steinach am Brenner, 7 de novembre de 1660 - Castell Rosenau, 14 d'octubre de 1731) Ferdinand Adam Freiherr von Pernau va ser era un noble austríac, conseller privat a Coburg, traductor i ornitòleg.

## Vida
Pernau provenia d'una família noble del Tirol, espai que va dependre de la Baixa Àustria durant el segle xvii. El 1670, el seu pare George Ferdinand i la família van emigrar a Sulzbach, alt Palatinat, a causa del compromís de la seva fe Evangèlica.
El 1676, Pernau va començar amb el seu germà més jove a estudiar a la Universitat d'Altdorf, vora de Nuremberg on es va doctorar. Quatre anys més tard, va entrar en la Pegnitzer Blumenorden, una societat literària fundada el 1644. A partir de 1681 va prestar els seus serveis al Palatinat com assessor governamental assessor i cavaller a Sulzbach, per viatjar tot seguit per Itàlia, França i Holanda on va exercir com a escriptor.
El 1690, Pernau es va traslladar a Coburg i va entrar com a cavaller consistorial al servei del Duc Albert V de Saxònia-Coburg. Un any més tard, va contraure matrimoni amb Maria Elisabeth Händl de Rämingsdorff a Streufdorf i el 1694, va ser nomenat Regidor. Després de la mort del Duc Albrecht l'any 1699 es va veure immers en una dècada de llargs conflictes del Principat de Saxònia-Coburg a causa de la seva herència. El 1708 el principat va ser pres Il·lícitament pel Duc Bernhard I del Ducat de Saxònia-Meiningen. Aquest any, Pernau presidí el govern del Consell de Coburg, i el 1710 a Saxònia-Meininge va ser nomenat membre del Consell Privat. Va ocupar la presidència va del govern fins al 1725, quan la co-regència de Sajonia-Saalfeld va començar a Coburg.
Pernau va adquirir el 1704 el castell de la família de Rosenau. L'any 1731 moriria a aquest castell i seria enterrat a Rosenau, va ser enterrat en una tomba a la Unterlauter Trinitatiskirche.

## Obra

### Naturalista
Pernau és conegut per ser un dels fundadors de l'observació i recerca científica de les aus. Va observar molts ocells a la regió de Coburg en el seu entorn natural i també va mantenir moltes espècies d'aus en gàbies. En el procés, va documentar les espècies d'aus observades amb una exacta enumeració i descripció. Va dirigir per primera vegada, el nom del Cèrtid, Cotxa blava, Pins'a Mec, Tord ala-roig, Rossinyol rus, i la cotxa fumada. 1702 va aparèixer com anònim,i amb moltes reedicions una obra que va assolir un gran renom un llibre sobre aus que el 1729 es titularia: "Angenehme Land-Lust!. Una obra que es podia gaudir tant al camp com a les ciutats sense tenir massa coneixements erudits. Les obres i èxit de Pernau no es van conèixer però fins a principis del segle XX quan Erwin Stresemann els publicaria de forma anònima.

### Traductor
Entre 1682 i 1696 van aparèixer tres volums apareguts a Nuremberg, de la novel·la de l'escriptora francesa Madeleine de Scudéry. "Almahide où l'esclave reine“. En el 1694, Pernau, juntament amb el seu germà Johann Philipp Ferdinand preparà la traducció de les sàtires de Nicolas Boileau-Despréaux, de forma anònima, sota el títol de "Verschiedene Satirische Schriften deß Hn. D".

### Escriptor
Pernau, va ser un dels pietistes a Coburg. El 1712, un petit pietist, sobre el "Abscheuliche Laster des Saufens und der Trunckenheit“ " i el 1722, "Bettelordnung".

### Llegat
En 1720, va publicar un assaig on afirmava, per primer cop, que el cant dels ocells no era forçosament instintiu, sinó que seria resultat de l'aprenentatge.
També va ser el primer en reconèixer que el factor desencadenant de les migracions no era la fam sinó algun mecanisme ocult.
A Pernau se'l pot considerar com un dels pares de l'etnologia animal, avançant-se a les observacions de Konrad Lorenz. Fouttambé un dels primers en mostrar el seu disgust per la mort de les aus: "No tinc intenció de descriure com atrapar aus […] sinó de descriure el plaer d'observar aquestes belles criatures de Déu sense matar-les." S'anticiparia així a l'extens moviment de l'Observació d'aus generalitzat a tot el món en l'actualitat.

## Publicacions
- Angenehmer Zeitvertreib, welchen das liebliche Geschöpf/ Die Vögel auch außer dem Fang/in Ergründung deren Eigenschaften/Zahmmachung oder anderer Abrichtung /dem Menschen schaffen können. Mit vielen Anmerckungen versehen/ und mit vielen schönen Kupfern gezieret/Durch einen die erschaffenden Creaturen beschauenden Liebhaber. Nebst Anhang von der Waidmannschaft Nürnberg 1716. (Instrucció sobre el plaer que hom pot obtenir d'aquestes encantadores criatures, els ocells, sense comptar amb la seva captura i un estudi complet dels seus hàbits, així com educar-los i alimentar-los).

- Angenehme Land-Lust! Deren man in Städten und auf dem Lande, ohne sonderbare Kosten, unschuldig geniessen kann. Oder von Unterschied /Fang /Einstellung und Abrichtung der Vögel /Samt deutlicher Erleuterung derer gegen den Zeit-Vertreib geschehenen Einwendungen, auch nöthigen Anmerkungen über Hervieux von Canarien-Vögeln/und Aitinger vom Vogelstellen. Dem beygefüget Joseph Mitelli Jagd-Lust. Alles mit schönen Kupfern gezieret. Frankfurt und Leipzig 1720. (Agradables passatemps o com aquestes belles criatures, els ocells, poden donar a l'home, a més de la seva captura, estudiar les característiques, la domesticació i el seu aprenentatge ... per un amant que observa els éssers vius) .